# ساوت‌ساید جانی
ساوت‌ساید جانی (انگلیسی: Southside Johnny؛ زادهٔ ۴ دسامبر ۱۹۴۸) یک موسیقی‌دان اهل ایالات متحده آمریکا است. وی از سال ۱۹۷۰ میلادی تاکنون مشغول فعالیت بوده‌است. وی در دوران حرفه ای خو با ناشران بزرگی نظیر استودیو کلمبیا رکوردز همکاری کرده‌است.
او در فیلم ماجراهای نگهداری از کودکان بازی کرده‌است.